# Neotroponiscus lobatus
Neotroponiscus lobatus is een pissebed uit de familie Bathytropidae. De wetenschappelijke naam van de soort is voor het eerst geldig gepubliceerd in 1970 door Lemos de Castro.